# Trematomus
Trematomus è un genere di Actinopterygii marini appartenente alla famiglia dei Nototheniidae, conosciuti anche come notothens o pesci ghiaccio. Questi pesci si trovano nell'Oceano Antartico.

## Tassonomia
Trematomus fu descritto per la prima volta come genere nel 1902 dall'ittiologo britannico di origine belga George Albert Boulenger quando descrisse quattro nuove specie di notthen da esemplari raccolti durante la spedizione Southern Cross. Nel 1938 John Roxborough Norman designò T. newnesi come serie tipo, essendo questa la specie descritta per prima nel testo di Boulenger. Nel 1982 Arkady Vladimirovich Balushkin creò il nuovo genere Pseudotrematomus, in cui collocò tutte le specie in Trematomus diverse da T. newnesi, ma questa classificazione non è stata ampiamente accettata. Alcune autorità collocano questo genere nella sottofamiglia Trematominae, ma la quinta edizione di Fishes of the World non include sottofamiglie nei Nototheniidae. Il nome generico Trematomus è composto da trema che significa “buco” o “apertura” e tomus che significa “taglio”, Boulenger spiegò che la “fenestra scapolare essendo forata nella scapola anziché tra quest’ultima e la coracoide”.

## Specie
Trematomus contiene queste specie attualmente riconosciute:
- Trematomus bernacchii Boulenger, 1902
- Trematomus eulepidotus Regan, 1914
- Trematomus hansoni Boulenger, 1902
- Trematomus lepidorhinus Pappenheim, 1911
- Trematomus loennbergii Regan, 1913
- Trematomus newnesi Boulenger, 1902
- Trematomus nicolai Boulenger, 1902
- Trematomus pennellii Regan, 1914
- Trematomus scotti Boulenger, 1907
- Trematomus tokarevi A. P. Andriashev, 1978
- Trematomus vicarius Lönnberg, 1907

## Caratteristiche
I merluzzi del Trematomus hanno corpi oblunghi con teste larghe ma non depresse. Hanno la bocca larga con la mascella che si estende verso il centro dell'occhio, con denti conici disposti in una o due file o fasce, sebbene a volte siano presenti alcuni denti più grandi nella parte anteriore e lungo i lati delle mascelle. Le scaglie sono principalmente ctenoidi, anche se sono presenti scaglie non ctenoidi tipicamente nella parte inferiore e nella parte posteriore vicino alla testa. La linea laterale superiore ha scaglie tubolari che possono essere ridotte in estensione e nella linea laterale media le scaglie tubolari sono spesso sostituite da scaglie porose. La pinna caudale contiene 10-14 raggi ramificati. La lunghezza massima varia da una lunghezza standard di 16 cm in T. scotti a una lunghezza totale di 41 cm in T. hansoni.

## Distribuzione, habitat e biologia
I merluzzi del Trematomus si trovano in tutto il continente dell'Antartide con due specie che raggiungono il nord fino alla Georgia del Sud. Sono specie bentoniche o epibentoniche che si nutrono di invertebrati e pesci più piccoli e sono le specie ittiche dominanti sulla piattaforma continentale antartica.

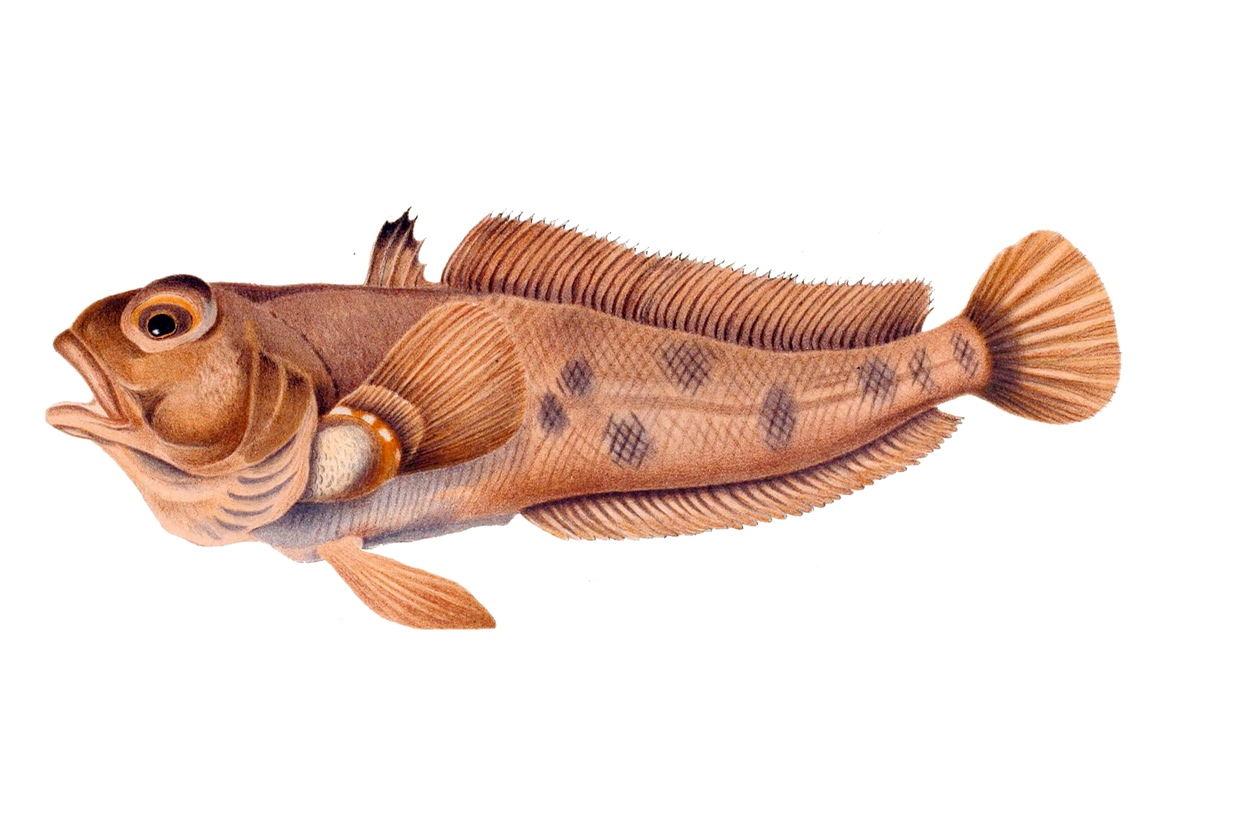
Trematomus bernacchii (Merluzzo smeraldo) (T. bernacchii)
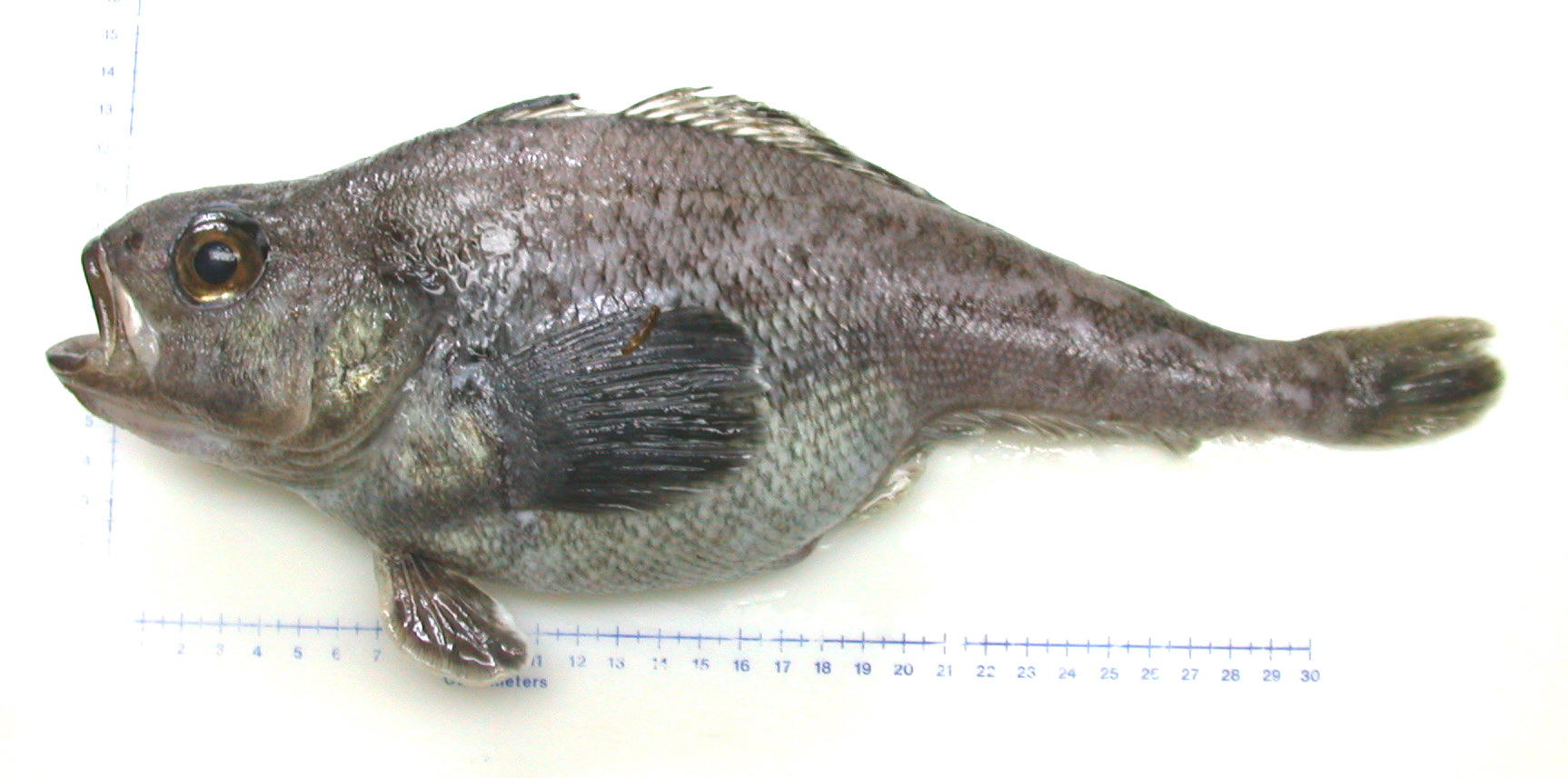
Trematomus eulepidotus (Testa squamosa smussata) (T. eulepidotus)
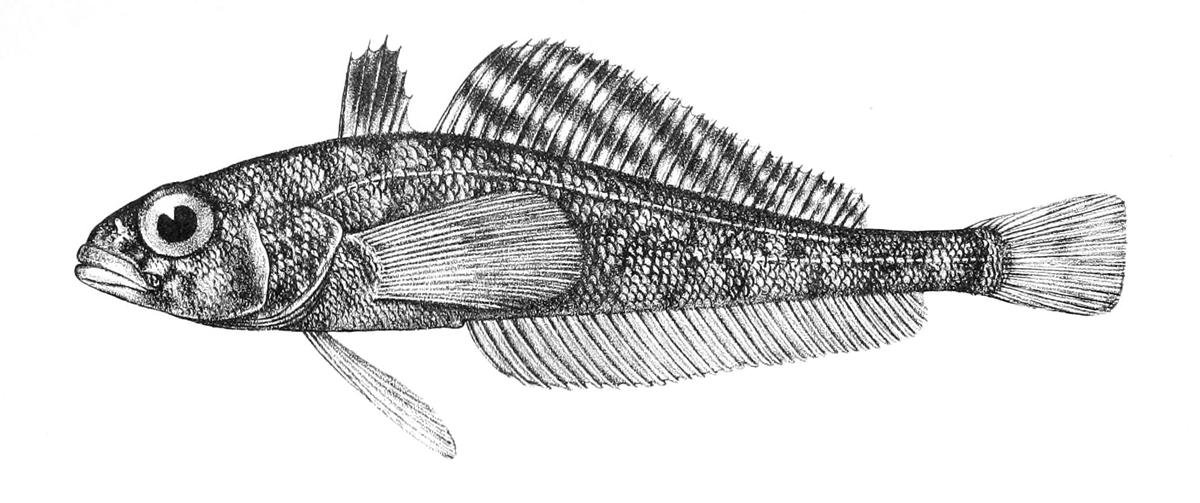
Trematomus lepidorhinus (Testa squamosa snella) (T. lepidorhinus)
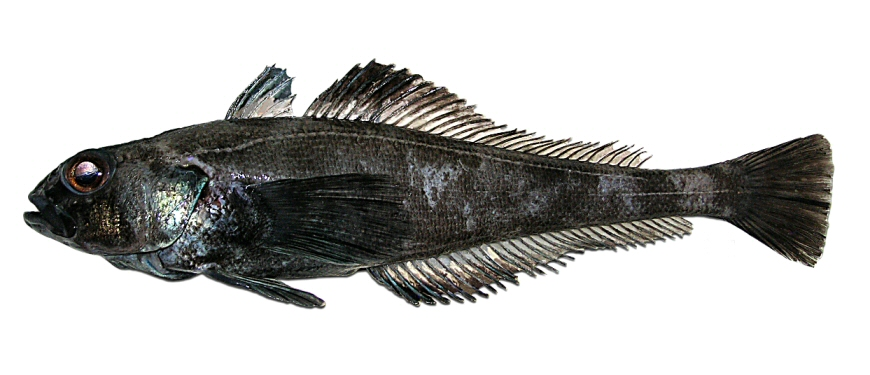
Trematomus loennbergii (Merluzzo squamoso) (T. loennbergii)
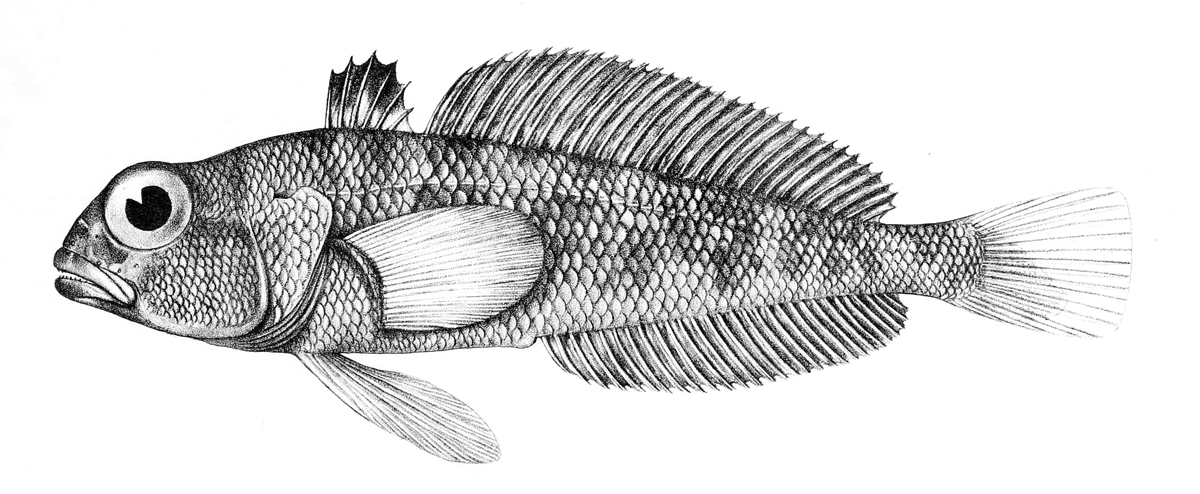
Trematomus pennellii (Nototenia dalle spine acuminate) (T. pennellii)
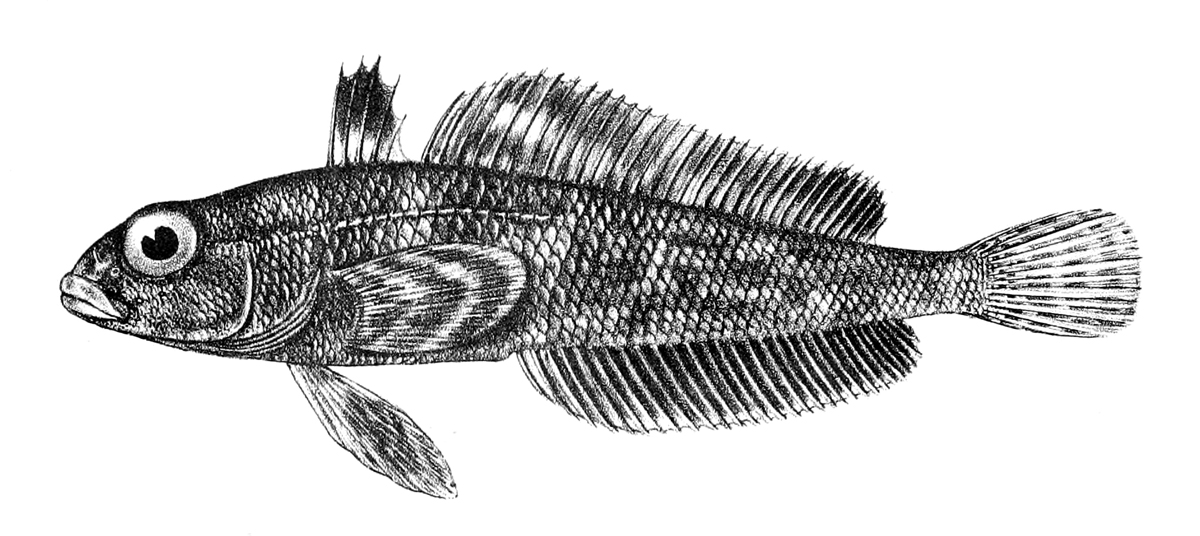
Trematomus scotti (Merluzzo coronato) (T. scotti)